# Indianapolis WCT
L'Indianapolis WCT è stato un torneo di tennis facente parte del World Championship Tennis giocato nel 1976 ad Indianapolis negli USA su campi in sintetico indoor.

## Albo d'oro

### Singolare
| Anno | Vincitore   | Finalista        | Punteggio     |
| ---- | ----------- | ---------------- | ------------- |
| 1976 | Arthur Ashe | Vitas Gerulaitis | 6–2, 6–7, 6–4 |

### Doppio
| Anno | Vincitori              | Finalisti                   | Punteggio |
| ---- | ---------------------- | --------------------------- | --------- |
| 1976 | Robert Lutz Stan Smith | Vitas Gerulaitis Tom Gorman | 6–2, 6–4  |